# Маэльи, Хуан Игнасио
Хуа́н Игна́сио Маэ́льи Агуэ́ро (исп. Juan Ignacio Maegli Agüero; 21 июля 1988; Гватемала, Гватемала) — гватемальский яхтсмен, выступающий в классе гоночных яхт Лазер, участник Олимпийских игр 2012 года.
На церемонии открытия летних Олимпийских игр 2012 года был знаменосцем команды Гватемалы.
Сын участника Олимпийских игр 1976, 1980 и 1984 года Хуана Эстуардо Маэльи Новеллы.

## Карьера
На Олимпийских играх в Лондоне Маэльи выступил в соревнованиях среди мужчин в классе «Лазер», где со 108 очками оказался на 9-м месте.

## Статистика
| Соревнование/Год                   | 2008 | 2011 | 2012 |
| ---------------------------------- | ---- | ---- | ---- |
| Летние Олимпийские игры            | 33   | -    | 9    |
| Чемпионат мира по парусному спорту | -    | 32   | -    |